# Anna Meißner
Anna Meißner, verheiratete Anna Guthery (* 17. April 1854 in Breslau; † 17. Juni 1915 in Berlin) war eine deutsche Theaterschauspielerin. 

## Leben
Über Anna Meißners Leben und Karriere ist wenig bekannt. Nicht auszuschließen ist, dass mit jenem „Frl. Anna Meißner“, das 1864 in den Schlesischen Provinzialblättern als „junge Dame von empfehlender Persönlichkeit und im Besitz einer klangvollen Stimme“ geschildert wurde, die spätere Schauspielerin Anna Meißner gemeint war. Der Gesangsschülerin, die damals von ihrem Lehrer der Öffentlichkeit vorgestellt wurde, wurde attestiert, sie werde wohl „für die Bühne, welcher sie sich widmen“ wolle, seinerzeit „eine recht tüchtige Acquisition werden.“ In Erfurt sang 1867 ein „Frl. Meißner“ die Rolle der Königin der Nacht in der Zauberflöte, für 1869 ist das Auftreten eines „Frl. Meißner von Cassel“ am Berliner Opernhaus belegt; in beiden Fällen erntete die Darstellerin viel Lob. Für 1872 ist eine Hofopernsängerin namens Anna Meißner belegt. In Königsberg in Preußen spielte 1873 ein „Frl. Meißner“ die Thekla in dem komischen Stück Doctor Wespe.
Anna Meißner wirkte als tragische Liebhaberin in Nürnberg, Breslau, Magdeburg, New York, am Nationaltheater in Berlin etc. Zu ihren besten Rollen zählten „Desdemona“, „Gretchen“, „Louise“, „Grille“ und „Waise von Loowood“. 1881 heiratete sie den Schauspieler Franz Guthery und 1882 zog sie sich ins Privatleben zurück. Zur Jahrhundertwende lebte sie in Berlin, 1907 aber in Eberswalde. Im Neuen Theater-Almanach für das Jahr 1913 wurde sie noch als „Witwe Franz Gutherys“, wohnhaft in Berlin-Friedenau, geführt, ebenso im Nachfolgeband von 1914. Sie lebte damals in der Blankenbergstraße 4.